# Пуллі (Міссо)
Пуллі (ест. Pulli) — село в Естонії, входить до складу волості Міссо, повіту Вирумаа.